# Visby domkyrkoförsamling
Visby domkyrkoförsamling är en församling som utgör ett eget pastorat i Nordertredingens kontrakt i Visby stift i Svenska kyrkan. Församlingen ligger i Gotlands kommun i Gotlands län och är stiftets största församling till både medlemsantal och folkmängd.

## Administrativ historik
Församlingen bildades i mitten av 1100-talet genom en utbrytning ur Sankt Pers församling. Namnet var under medeltiden (Tyska) Sankta Maria församling, sedan Visby församling, efter 1811 Visby stadsförsamling, sedan från 1936 åter Visby församling för att 1986 få nuvarande namn.
Församlingen införlivade omkring 1530-talet S:t Pers, S:t Hans, S:t Lars, Sankt Drotten, S:t Mikaels, S:t Olofs och S:t Clemens församlingar. 1811 utbröts Visby landsförsamling. 1895 införlivades södra delen av landsförsamlingen och 1936 resten (norra) delen.
Församlingen har utgjort ett eget pastorat utom under perioden 1811–1936 då den var moderförsamling i ett pastorat med Visby landsförsamling.

## Kyrkor
- Allhelgonakapellet
- Terra Nova-kyrkan
- Visborgskyrkan
- Visby domkyrka

## Domkyrkoorganister
| Ämbetstid  | Namn                        | Levnadstid   | Övrigt            |
| ---------- | --------------------------- | ------------ | ----------------- |
| 1606–      | Johan Corvinus              |              |                   |
| 1620-talet | David Herlicius             | -1638        |                   |
| 1632–1670  | Johann Bahr                 | ca 1610–1670 |                   |
| 1670–1724  | Peter Bahr                  | 1642–1724    |                   |
| 1724–1742  | Elias Lutteman              | 1680–1742    | Organist          |
| 1758–1761  | Herman Bernhof von Schröder | 1696–1761    | Organist          |
| 1762–1765  | Jöran Romin                 | 1712–1793    | Organist          |
| 1846       | Olof Christopher Kjörkander | 1797–1846    |                   |
| 1846–1883  | Wilhelm Söhrling            | 1822–1901    | Musikdirektör     |
| 1898–1900  | Carl Lambère                | 1864–1929    |                   |
| 1901–1915  | Herman Lindqvist            | 1878–1970    |                   |
| 1915–1926  | Gunnar Lundén               | 1888–1926    | Domkyrkoorganist  |
| 1926–1965  | Ludvig Siedberg             | 1897–1993    | Domkyrkoorganist. |
| 1965–1974  | Albert Sjögren              | 1934–2001    |                   |
| 1979–1987  | Ola Höglund                 | 1942–1987    |                   |
| 1992–2019  | Claes Holmgren              | 1957–        | Domkyrkoorganist  |
| 2019–2021  | Peter Alrikson              | 1973–        | Domkyrkoorganist  |